# Jaguar XJR-Prototypen

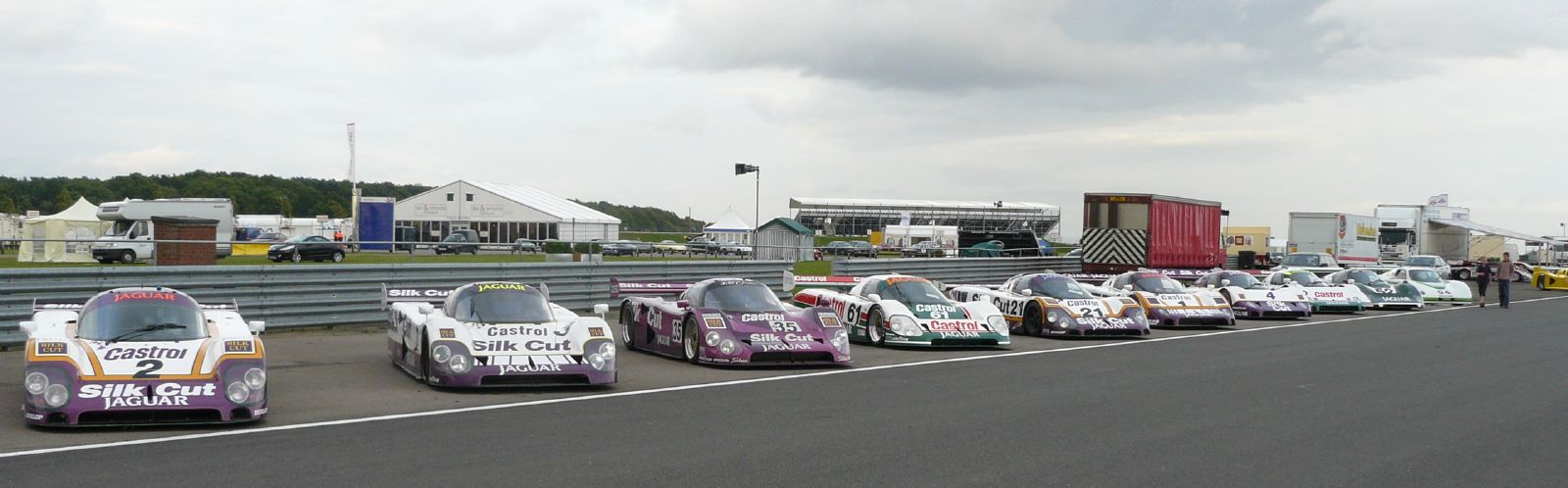
Von links nach rechts: ein XJR-9, drei XJR-12, ein XJR-9, zwei XJR-11, ein XJR-10, ein XJR-6 und ein XJR-5.

Die Jaguar XJR-Prototypen waren Rennwagen für Sportwagen-Serien.
In den 1980er Jahren war Jaguar zunächst mit Bob Tullius in den USA und anschließend Tom Walkinshaw mit seinem Rennstall TWR auch in Europa sehr erfolgreich am Rennsport der Gruppe C für Sportwagen-Prototypen beteiligt.
Bob Tullius und sein Rennteam Group 44 waren schon mit verschiedenen Modellen des Leyland-Konzerns erfolgreich. Insbesondere hatte er 1974 mit dem Jaguar E-Type V12 die B-Production-Meisterschaft des Sports Car Club of America für die nordöstlichen Staaten und im Jahr darauf die der gesamten USA errungen. Mit dem XJ-S wurde er 1977 Meister der Trans-Am-Kategorie 1 und 1981 Zweiter in der Silhouette-Rennformel der Trans Am.
1982 baute er nach dem Entwurf Lee Dykstras einen Sportprototyp mit dem bewährten Jaguar-V12-Motor hinter dem Piloten und nannte ihn XJR-5. Dieser Wagen wurde 1983 Zweiter der IMSA-Meisterschaft und nahm als erster Jaguar seit zwanzig Jahren 1984 an den 24 Stunden von Le Mans teil. Diesem folgte für die Rennsaison 1986 der XJR-7, der in diesem Jahr nur das 3-Stunden-Rennen in Daytona bei der IMSA-Meisterschaft gewinnen konnte.
Nach nur zwei weiteren IMSA-Siegen im Jahr 1987 in Riverside und West Palm Beach wechselte Jaguar nun auch für die US-Rennen zum britischen Rennstall Tom Walkinshaw Racing (TWR). Ein drittes 1988 von Tullius gebautes Auto, das er trotzig XJR-8 nannte, obwohl er den Vertrag mit Jaguar schon verloren hatte und obwohl die Typenbezeichnung schon 1987 von TWR verwendet worden war, wurde noch ein einziges Mal bei den 24 Stunden von Daytona 1988 unter der nun offiziellen Typenbezeichnung Group 44 V12 eingesetzt, fiel aber aus, während die Jaguar XJR-9 von TWR bei diesem Rennen den Gesamtsieg errangen.
Der Brite Tom Walkinshaw hatte als Jaguar-Werksteam von 1982 bis 1984 mit einem Jaguar XJ-S der Gruppe A die Tourenwagen-Europameisterschaft erfolgreich bestritten. Walkinshaw nahm daher mit seinem Team den Bau eines Rennsportprototyps für die Sportwagen-Weltmeisterschaft in Angriff. Der XJR-6 genannte Rennwagen wurde im August 1985 erstmals eingesetzt und konnte im Mai 1986 sein erstes Rennen zur Sportwagen-Weltmeisterschaft, die 1000 km von Silverstone, gewinnen.
Dieser und seine Nachfolger, der XJR-8 von 1987 und der XJR-9 von 1988, alle von Tony Southgate konstruiert, waren sehr erfolgreich, errangen 1987 und 1988 den Titel in der Sportwagen-Weltmeisterschaft sowie den Gesamtsieg beim 24-Stunden-Rennen von Le Mans 1988. Die letzte Entwicklungsstufe dieser Jaguar-Sport-Prototypen mit den großvolumigen V12-Saugmotoren, der XJR-12, schaffte 1990 wiederum den Gesamtsieg beim 24-Stunden-Rennen von Daytona, einem in Amerika besonders beachteten Rennsportereignis, und ebenfalls 1990 den Gesamtsieg bei den 24-Stunden von Le Mans. 1991 belegte der XJR-12 zum Abschluss seiner Rennkarriere (inzwischen war bei der Sportwagen-Weltmeisterschaft die 3,5-Liter-Hubraum-Formel in Kraft getreten) in Le Mans die Plätze 2, 3 und 4 und 1992 bei den 24 Stunden von Daytona den zweiten Platz.
1989 wechselte Tom Walkinshaw in den USA mit den XJR-10 – einem Modell mit drei Litern Hubraum für die amerikanische IMSA-Meisterschaft – und 1990 in Europa mit dem XJR-11 (3,5 Liter Hubraum für die Sportwagen-Weltmeisterschaft) zu V6-Motoren mit Turboaufladung, die aus dem MG Metro 6R4 stammten. Der Wechsel war erfolgt, weil Tony Southgate mit dieser kompakteren Maschine den Schwerpunkt der Jaguar-Rennprototypen nun wesentlich niedriger legen konnte. Es konnte 1990 aber nur ein einziger Sieg bei der englischen Runde der Sportwagen-Weltmeisterschaft in Silverstone erzielt werden. In der IMSA-Meisterschaft war es mit je zwei Siegen 1989 und 1990 zwar etwas besser gelaufen, aber die Meisterschaft konnte auch hier nicht errungen werden. Deshalb folgte 1991 mit dem XJR-14, nun von Ross Brawn konstruiert und von einem 3,5-Liter-V8-Saugmotor von Cosworth aus der Formel 1 angetrieben, eine radikale Neukonstruktion, die die Konkurrenz nach Belieben beherrschte und frühzeitig die Sportwagen-Weltmeisterschaft 1991 für sich entscheiden konnte.

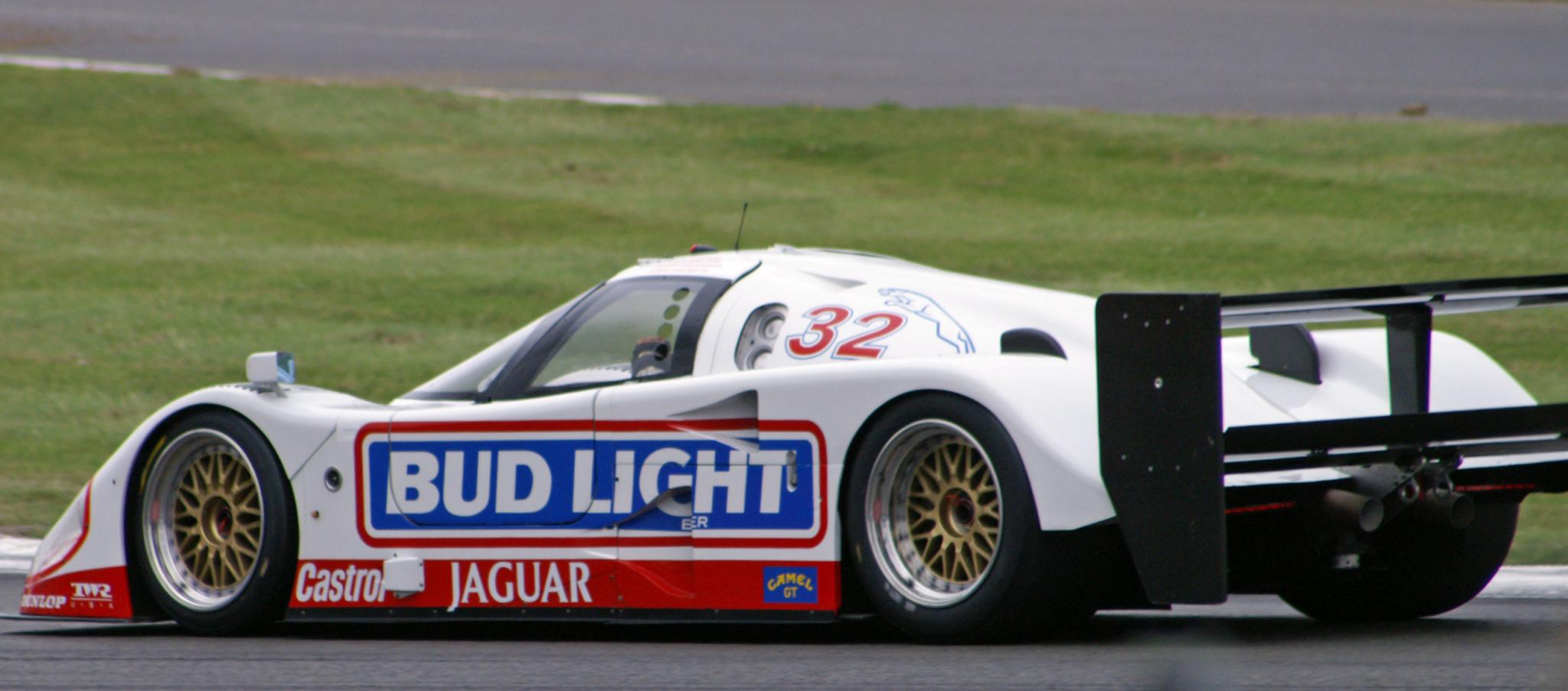
Jaguar XJR-16

Nach dem Ausstieg von Jaguar Ende 1991 aus dieser Rennserie orderte Mazda einige XJR-14-Chassis von TWR (Tom Walkinshaw Racing) und bestückte sie für die Rennsaison 1992 mit einem V-10-Saugmotor von Judd, der jedoch einfach zu schwach war, um gegen die Konkurrenz etwas ausrichten zu können. Damit war die Karriere des XJR-14 aber noch lange nicht beendet. In der IMSA-Serie wurden 1992 in Road Atlanta und in Mid-Ohio zwei Siege erzielt. Und schließlich konnte dieses legendäre Chassis, nun mit einem Porsche-Motor bestückt, 1995 die 24 Stunden von Daytona und 1996 und 1997 als TWR-Porsche die 24 Stunden von Le Mans gewinnen.
Der Jaguar XJR-15 von Jaguar Sport, einem Konsortium von Jaguar und TWR, war als zweisitziger Mittelmotorsportwagen für die Straße konzipiert und basierte auf dem XJR-9. 
Der Jaguar XJR-16 wurde 1991 ausschließlich für den Einsatz in der IMSA-Serie gebaut und war mit vier Siegen das erfolgreichste Auto dieses Jahres.